# Gregg Palmer
Gregg Palmer, eigentlich Palmer Lee, (* 25. Januar 1927 in San Francisco, Kalifornien; † 31. Oktober 2015 in Encino, Kalifornien) war ein US-amerikanischer Filmschauspieler.

## Leben und Werk
Palmer war zu Kriegszeiten beim United States Army Air Corps als Kryptograph beschäftigt und begann seine berufliche Tätigkeit als Radiomoderator, bis er ab 1950 (anfangs auch unter seinem Geburtsnamen) Rollen beim Film übernahm; viele billig produzierte Science-Fiction- und Horrorfilme wie Das Ungeheuer ist unter uns und Zombies of Mora Tau befinden sich in seiner Filmografie. Palmer stand in den 1950er-Jahren unter Vertrag bei Universal Pictures und erhielt einige nennenswerte Nebenrollen in aufwendiger produzierten Filmen, so als Anwalt und zukünftiger Schwiegersohn von Jane Wyman in dem Melodram Die wunderbare Macht (1954) und als Soldat in Zur Hölle und zurück (1955). Zum Star wurde er allerdings nie und nach Ende seines Vertrages mit Universal musste er sich oft mit kleineren Nebenrollen begnügen.
Zahlreich sind insbesondere seine Rollen in Western, dabei war er häufiger Gastdarsteller auf den Fernsehschirmen in beliebten Serien wie Rauchende Colts, Die Leute von der Shiloh Ranch und Bonanza; in der Sitcom Run Buddy Run spielte er die wiederkehrende Rolle des Chicagoer Pistolenhelden „Harry“. Mit seiner großen Statur und dem im Laufe seiner Filmkarriere zunehmenden Gewicht verkörperte er häufig einschüchternde Schurken. Sechsmal spielte Palmer in Filmen an der Seite John Wayne – am markantesten wohl sein Auftritt in Big Jake, wo er als Handlanger des Bösewichts den Hund von Wayne erschießt. In Waynes letztem Film Der letzte Scharfschütze spielte er in der Anfangsszene den Banditen, der erfolglos Wayne auszurauben versucht und dafür einen Bauchschuss erhält. In den 1970er Jahren war er, wie etliche seiner Kollegen, in europäischen Filmen prominent besetzt, allerdings ließen die Rollenangebote mit der nachlassenden Beliebtheit von Western zusehends nach. Um 1983 beendete er seine Laufbahn als Schauspieler.
Palmer starb im Oktober 2015 im Alter von 88 Jahren. Der Witwer wurde von seinen beiden Stiefkindern und zwei Brüdern überlebt.

## Filmografie (Auswahl)
- 1950: Irma, das unmögliche Mädchen (My Friend Irma Goes West)
- 1951: M
- 1952: Zu allem entschlossen (Meet Danny Wilson)
- 1952: Flucht vor dem Tode (The Cimarron Kid)
- 1952: Die Schlacht am Apachenpaß (The Battle at Apache Pass)
- 1952: Unternehmen Rote Teufel (Red Ball Express)
- 1952: Der Sohn von Ali Baba (Son of Ali Baba)
- 1952: Gier nach Gold (The Raiders)
- 1953: Der Prinz von Bagdad (The Veils of Bagdad)
- 1953: Feuerkopf von Wyoming (The Redhead from Wyoming)
- 1953: Abbott and Costello Go to Mars
- 1954: Die wunderbare Macht (Magnificent Obession)
- 1955: Zur Hölle und zurück (To Hell and Back)
- 1956: Das Ungeheuer ist unter uns (The Creature Walks Among Us)
- 1956: Die Männer um Hilda Crane (Hilda Crane)
- 1956–1969: Im wilden Westen (Death Valley Days; Fernsehserie, 18 Folgen)
- 1957: From Hell It Came
- 1958–1975: Rauchende Colts (Gunsmoke; Fernsehserie, 21 Folgen)
- 1959: Der unheimliche Zotti (The Shaggy Dog)
- 1960: Die Unbestechlichen (The Untouchables; Fernsehserie, eine Folge)
- 1961: Die Comancheros (The Comancheros)
- 1961: Der fliegende Pauker (The Absent-Minded Professor)
- 1963: Der Preis (The Prize)
- 1964–1969: Bonanza (Fernsehserie, 5 Folgen)
- 1964–1970: Die Leute von der Shiloh Ranch (The Virginian; Fernsehserie, 10 Folgen)
- 1965: Der Mann vom großen Fluß (Shenandoah)
- 1966: Rancho River (The Rare Breed)
- 1967: Das Milliarden-Dollar-Gehirn (Billion Dollar Brain)
- 1969: Die Unbesiegten (The Undefeated)
- 1970: Chisum
- 1970: Ausbruch der 28 (The McKenzie Break)
- 1970: Rio Lobo
- 1971: Big Jake
- 1971: Jason King (Fernsehserie, Folge A Red Red Rose Forever)
- 1972: Providenza! – Mausefalle für zwei schräge Vögel (La vita a volte è molto dura, vero Provvidenza?)
- 1973: Ci risiamo, vero Provvidenza?
- 1976: Der letzte Scharfschütze (The Shootist)
- 1977: Quincy (Fernsehserie, Folge A Good Smack in the Mouth)
- 1978: Heiße Schüsse, kalte Füße (Hot Lead and Cold Feet)
- 1978: True Grit (Fernsehfilm)
- 1980: Sam Marlow, Privatdetektiv (The Man with Bogart’s Face)
- 1982: Die Blauen und die Grauen (The Blue and the Grey) (Fernseh-Miniserie)